# Wörthersee Stadion
Hypo-Arena este un stadion de fotbal din Klagenfurt, Austria deschis în 2007. Este unul din cele opt stadioane pe care s-au juacat meciuri de la Campionatul European de Fotbal 2008. Constructia stadionului a costat 66,500,000 Euro.